# Seznam nejtěžších hvězd

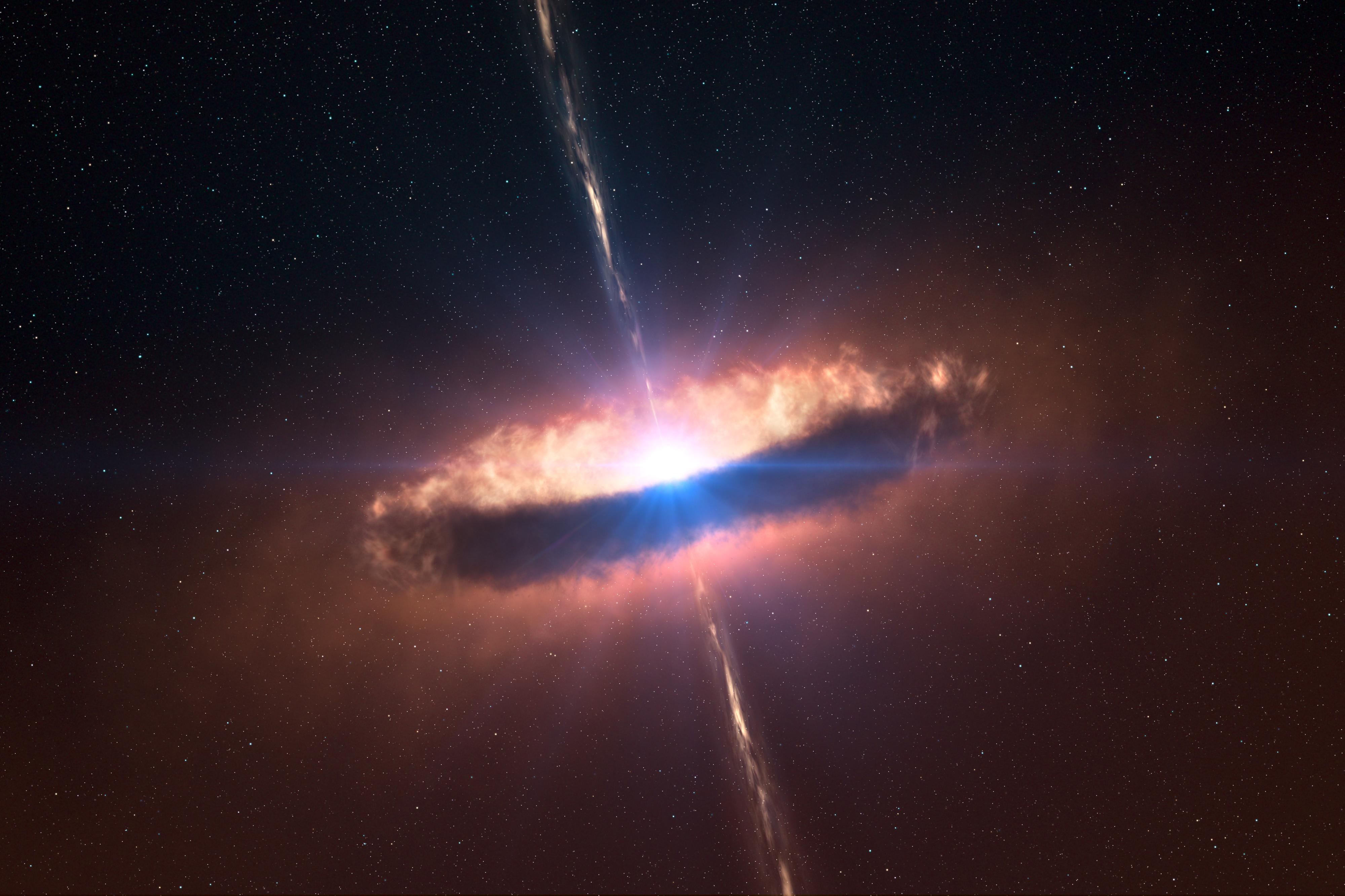
Jedna z těžkých hvězd

Toto je seznam nejtěžších známých hvězd. Seznam je seřazen dle hmotnosti, ta je uvedena v násobcích hmotnosti Slunce
Hmotnost je nejdůležitějším parametrem hvězdy. Spolu s chemickým složením určuje svítivost hvězdy, její fyzickou velikost a její konečný osud.
| Jméno hvězdy               | Hmotností Slunce        |
| -------------------------- | ----------------------- |
| WR 102ka                   | 175                     |
| HD 269810                  | 150                     |
| Eta Carinae                | 150-300                 |
| HD 93129A                  | 125                     |
| Pistolová hvězda           | 80-150                  |
| LBV 1806-20                | 130-200                 |
| HD 93129 A + B             | A=120, B=80             |
| HD 93250                   | 118                     |
| NGC 3603-A1                | A=116, B=89             |
| Pismis 24-1 A + B          | A=100–120, B=100        |
| Arches cluster             | mnoho hvězd, 100–130    |
| Pismis 24-17               | 100                     |
| S Doradus                  | 100                     |
| Cygnus OB2-12              | 92                      |
| WR20 a + b                 | A=83, B=82              |
| Melnick 42                 | 80–100                  |
| HD 97950                   | 80                      |
| Sk-71 51                   | 80                      |
| R 66                       | 70                      |
| Dvojhvězda M33 X-7         | 70                      |
| LH54-425 A + B             | A=62, B=37              |
| Var 83 v M33               | 60–85                   |
| Sher 25 v NGC 3603         | 60                      |
| Zeta-1 Scorpii             | 60                      |
| Zeta Puppis                | 59                      |
| WR22                       | 55–74                   |
| Plaskettova hvězda         | A=43, B=51              |
| AG Carinae                 | 50                      |
| WR102c                     | 45–55                   |
| IRS-8*                     | 44.5                    |
| HD 5980 A + B              | A=40–62, B=30           |
| Epsilon Orionis            | 40                      |
| HD 148937                  | 40                      |
| IRAS 05423-7120            | 40                      |
| Rho Cassiopeiae            | 40                      |
| Theta1 Orionis C           | 40                      |
| Xi Persei                  | 40                      |
| Dvojhvězda NGC300 X-1      | 38                      |
| Cluster R136a              | 12 hvězd, všechny 37–76 |
| Chi2 Orionis               | 35–40                   |
| Dvojhvězda IC10 X-1        | 35                      |
| VY Canis Majoris           | 30–40                   |
| Gamma Velorum A            | 30                      |
| P Cygni                    | 30                      |
| R 126                      | 30                      |
| Zeta Orionis               | 28                      |
| IRS 15                     | 26                      |
| VV Cephei                  | 25–40                   |
| Alpha Camelopardalis       | 25–30                   |
| 6 Cassiopeiae              | 25                      |
| EZ Canis Majoris           | 25                      |
| KY Cygni                   | 25                      |
| μ Cephei                   | 25                      |
| V509 Cassiopeiae           | 25                      |
| NGC 7538 S                 | 20–40                   |
| Alpha Orionis (Betelgeuse) | 20                      |
| S Monocerotis A            | 18–30                   |
| WR47                       | 8–48                    |